# Всьцеклиці
Всьцеклиці (пол. Wścieklice) — село в Польщі, у гміні Кольно Кольненського повіту Підляського воєводства.
Населення — 121 особа (2011).
У 1975-1998 роках село належало до Ломжинського воєводства.

## Демографія
Демографічна структура станом на 31 березня 2011 року:
|          | Загалом | Допрацездатний вік | Працездатний вік | Постпрацездатний вік |
| -------- | ------- | ------------------ | ---------------- | -------------------- |
| Чоловіки | 66      | 13                 | 45               | 8                    |
| Жінки    | 55      | 9                  | 30               | 16                   |
| Разом    | 121     | 22                 | 75               | 24                   |